# Kanton Les Pavillons-sous-Bois
Kanton Les Pavillons-sous-Bois (fr. Canton des Pavillons-sous-Bois) je francouzský kanton v departementu Seine-Saint-Denis v regionu Île-de-France. Tvoří ho pouze město Les Pavillons-sous-Bois.